# Beatriz Bandeira
Beatriz Vicência Bandeira Ryff (Rio de Janeiro, 8 de novembro de 1909 – 2 de janeiro de 2012) foi uma poeta, escritora e militante dos direitos humanos brasileira.

## Biografia
Começou a escrever poesia aos 9 anos.
Na década de 1930, militou no Partido Comunista Brasileiro ao lado do seu futuro marido, o jornalista Raul Ryff. O casal se conheceu nas fileiras do Partido Comunista do Brasil (PCB) na década de 1930 e é mencionado por Graciliano Ramos no livro Memórias do Cárcere. Em 1936, foi presa pela ditadura do Estado Novo, sendo companheira de cela de Nise da Silveira, Maria Werneck e Olga Benário.
Exilada no Uruguai, voltou para o Brasil em 1937. Militou na Federação de Mulheres do Brasil.
Trabalhou como professora do Conservatório Nacional de Teatro, mas, em 1964, depois do golpe que instaurou o Regime Militar no Brasil, foi demitida. Pediu asilo político na Iugoslávia, ao lado do marido. Mais tarde, os dois se mudaram para a França.
Voltou para o Brasil em 1967, ajudando a fundar o Movimento Feminino pela Anistia e Liberdades Democráticas.
Teve três filhos: o jornalista Vitor Sérgio Ryff, o economista Tito Ryff e o físico Luiz Carlos Ryff.
Participou da homenagem póstuma de 24/08/2011 ao companheiro de mais de 5 décadas, Raul Ryff, no Auditório Oscar Guanabarino, no 9º andar do edifício-sede da ABI, por ocasião do centenário de nascimento. Beatriz Bandeira morreu em 2 de janeiro de 2012.
No filme Ainda Estou Aqui, de 2024, foi interpretada pelo atriz Helena Albergaria.

## Obras publicadas

### Poesia
- Roteiro (Editora Vitória)
- Ouro e sândalo
- Poemas de sempre[9]

### Memórias
- A Resistência - Anotações do Exílio em Belgrado
- Antes que seja tarde[10]